# Čehaje
Čehaje är en ort i Bosnien och Hercegovina.   Den ligger i entiteten Federationen Bosnien och Hercegovina, i den centrala delen av landet, 100 km norr om huvudstaden Sarajevo. Čehaje ligger 206 meter över havet och antalet invånare är 949.
Terrängen runt Čehaje är huvudsakligen kuperad, men norrut är den platt. Čehaje ligger nere i en dal.Runt Čehaje är det ganska tätbefolkat, med 93 invånare per kvadratkilometer.. Närmaste större samhälle är Srebrenik, 1,2 km söder om Čehaje. 
Omgivningarna runt Čehaje är en mosaik av jordbruksmark och naturlig växtlighet.